# Neotoma cinerea
Neotoma cinerea е вид бозайник от семейство Хомякови (Cricetidae).

## Разпространение
Видът е разпространен в Канада (Албърта, Британска Колумбия, Саскачеван, Северозападни територии и Юкон) и САЩ (Айдахо, Аризона, Вашингтон, Калифорния, Колорадо, Монтана, Небраска, Невада, Ню Мексико, Орегон, Уайоминг, Южна Дакота и Юта).